# كأس ويلز 1938–39
كأس ويلز 1938–39 (بالإنجليزية: 1938–39 Welsh Cup)‏ هو موسم من كأس ويلز. كان عدد الأندية المشاركة فيه 61، وفاز فيه South Liverpool F.C. ‏.